# Orde Wingate

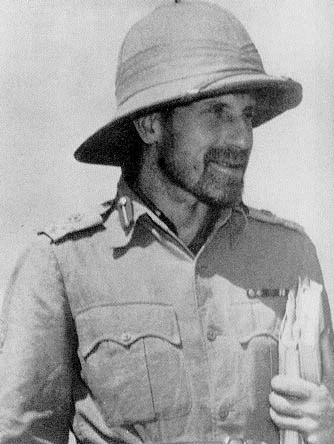
Orde Wingate op een foto uit circa 1942-1944

Orde Charles Wingate (Nainital, (Brits India) 26 februari 1903 - nabij Bishupur (Brits India) 24 maart 1944) was een generaal-majoor in het Britse leger. Als zodanig diende hij in Soedan, Abessynië en in het toenmalige Mandaatgebied Palestina. Bekend werd hij door de door hem in de Tweede Wereldoorlog bedachte en geleide Chindit-missies. Als militair die langs onconventionele lijnen dacht (agressieve verrassingsaanvallen en guerrillaoorlogsvoering) hechtte hij veel waarde aan het ontwikkelen van een krachtige geesteshouding en het aanleren van technieken om in barre omstandigheden te kunnen overleven. Ook kreeg hij bekendheid als niet-joodse zionist, die een belangrijke rol speelde bij de opbouw en training van de Hagana. Om deze reden wordt hij nog steeds geëerd in Israël. Op 24 maart 1944 kwam hij om het leven toen zijn vliegtuig boven India in de jungle neerstortte.

## Biografie

### Jeugd en opleiding
Wingate werd geboren in Nainital in Brits India in een Engelse familie met een militaire traditie. Hij kreeg een zeer religieuze opvoeding in Engeland. Zijn ouders waren lid van de Plymouth Brethren.
Zijn jeugd bracht hij grotendeels in Engeland door met zijn ouders en 6 broers en zussen. Zij kregen een sterk religieuze christelijke opvoeding en leerden daarbij hele Bijbelboeken uit het hoofd. Later verhuisde het gezin naar Godalming waar hij Charterhouse school bezocht; zijn ouders gaven hun kinderen echter veel thuisonderwijs, waarbij de nadruk lag op uitdagingen aangaan, eigen initiatief en het zelfstandig oplossen van problemen.
In 1921 ging hij naar de Royal Military Academy in Woolwich. Uit een anekdote uit die tijd blijkt zijn karakter. Als eerstejaars moest hij een ontgroeningsritueel ondergaan. Als straf voor een vermeende of kleine fout werd van hem geëist door twee rijen ouderejaars te lopen die hem met speciaal geknoopte doeken moesten afranselen en dan in een cisterne met ijskoud water gooien. In plaats daarvan ging hij naar de eerste ouderejaars en sloeg deze, deze sloeg niet terug. Vervolgens ging hij naar de tweede en verder de rij af. Uiteindelijk sprong hij het koude water in.
Twee jaar later voltooide hij de opleiding en werd hij officier van de Royal Artillery. Als standplaats krijgt hij de 5e Medium Brigade aangewezen in Larkhill op de Salisbury Plains.
Het was Sir Reginald Wingate, een oom van vaderskant, die bij Wingate een grote interesse wekte voor de Arabische cultuur. Hij ging daarom een cursus Arabisch volgen op de School of Oriental Studies in Londen. Daarna reisde hij af naar Soedan. Op de fiets ging hij naar Genua en vandaar per schip naar Egypte en vervolgens naar Khartoum. Daar begon hij zijn diensttijd bij de Sudan Defence Force.

### Militaire carrière
Na jarenlang dienst te hebben gedaan in Soedan, waar hij naam kreeg door de manier waarop hij hinderlagen wist te leggen voor slavenhandelaars en handelaars in ivoor, keerde hij voor een aantal jaren terug naar Engeland om vervolgens in 1936 een aanstelling te krijgen in Palestina, dat toen Brits mandaatgebied was.
In dat jaar begon de Arabisch-Palestijnse opstand. Wingate bood aan de leiding van de Hagana zijn diensten aan. Hij was na aankomst in Palestina onder de indruk van de zionistische Joodse gemeenschap geraakt, zodat hij aan hen zijn militair inzicht, kennis en vaardigheden wilde doorgeven. Wingate droeg bij aan de groei van de Hagana van een paramilitaire groep tot een militaire arm van de Jewish Agency, de toenmalige "regering" van de Jishoev in Palestina. Wingate trainde zijn mannen in militaire vaardigheden, waaronder het gebruik van de bajonet. In een herinnering opgeschreven door de historicus Ilan Pappé vertelt A. Cohen, deelnemer aan de eerste zionistische bezetting van een Palestijnse dorp in 1938 over Wingates uitspraken: Volgens mij weten jullie daar in jullie Ramat Yochanan (een trainingskamp) helemaal niets, want zelfs van elementair bajonet-gebruik tegen die vuile Arabieren weten jullie niets af! Hoe kunnen jullie je linkervoet naar voren plaatsen? Dat had hij toen ze eenmaal terug waren in het kamp toegeschreeuwd.
In 1939 trok het Britse opperbevel Wingate terug uit Palestina, nadat hij erg openlijk zijn steun voor een Joodse staat had verkondigd. Hij ging toen in Londen aan de slag om de Zionistische zaak te bepleiten.
In de jaren 1940 – 1941 gaf Wingate leiding aan Britse troepen, de Gideon force, die Ethiopië op de Italianen heroverden, zodat de Ethiopische onafhankelijkheid werd hersteld.
Later, tijdens de Tweede Wereldoorlog, werd Wingate in 1942 door het Britse opperbevel in Birma gestationeerd. Hij kreeg van de Britse premier Winston Churchill, en van generaal Archibald Wavell, de bevelvoerder ter plaatse, alle ruimte en middelen om zijn inzichten op grote schaal in de praktijk te brengen. Zo kon hij zijn “Chindit-guerrilla-missies” realiseren. Tijdens een campagne in Birma penetreerden zijn eenheden diep achter de Japanse linies. Hij legde zijn mannen een spartaans regiem op. Later waren er critici op de werkwijze van Wingate, die vonden dat de “baten” ervan niet in verhouding stonden met de “lasten” betreffende de aantallen zieken, gewonden en doden. Wingate geloofde dat door een 'onverzettelijke geesteshouding' het weerstandsvermogen tegen infecties kon verbeteren. Legerartsen echter beschouwden de door hem toegepaste methoden niet geschikt voor de tropen.
Op 24 maart 1944 was Wingate aan boord van een USAF B-25 Mitchell bommenwerper in India onderweg van Imphal naar Lalaghat toen het bij Bishupur (tegenwoordig deelstaat Manipur) neerstortte in de jungle waarbij alle inzittenden omkwamen. De stoffelijke overschotten van de slachtoffers - meest Amerikaanse- bemanningsleden waren onherkenbaar verbrand en daardoor niet meer te identificeren en kregen ter plekke een voorlopig graf. Later volgde bijzetting van alle lichamen, waaronder dat van Wingate, op Arlington National Cemetery in Virginia in de Verenigde Staten.

## Onderscheidingen
Wingate werd onderscheiden met de Distinguished Service Order met Two Bars wegens zijn persoonlijke moed en bijdrage aan de training van speciale guerrilla technieken voor het Britse leger.

## Familie
Orde Wingates zoon Orde Jonathan Wingate (1944-2000) diende, na een reguliere legeropleiding, bij de Royal Artillery en werd een commandant van dit legeronderdeel. Hij eindigde als kolonel. Hij overleed in 2000 op 56-jarige leeftijd en liet een vrouw en twee dochters na.

## Wetenswaardigheden
Wingate was bekend om zijn excentrieke gedrag. Zo had hij altijd een ketting om zijn hals bestaande uit rauwe knoflook en uienbollen waaruit hij geregeld een hapje nam. Volgens hem was dit een uitstekende manier om muskieten te weren.
Ook had hij de gewoonte om naakt uit de douche te komen en in het openbaar te verschijnen terwijl hij orders gaf aan zijn adjudanten.
Winston Churchill had grote bewondering voor hem maar na een persoonlijke ontmoeting verklaarde deze dat Wingate, hoewel uitstekend functionerend als leider van relatief kleine legeronderdelen zoals guerrilla-eenheden, te gek was om een meer omvattend commando te krijgen.
In de weken voor 29 november 1947 vroeg zijn weduwe Lorna - op aandringen van zionistische officials in Londen – aan Haile Selassie, de keizer van Ethiopië, of die ervoor wilde zorgen dat Ethiopië vóór het VN-delingsplan van Palestina zou stemmen. Haar pleidooi had geen succes.